# リバ邸
リバ邸（リバてい）は、日本全国および海外に展開するシェアハウスネットワークである。「現代の駆け込み寺」をコンセプトに、若者や起業家、表現者などが共同生活を送る拠点として、2012年に家入一真、高木新平、神谷アントニオにより開設された。

## 概要
リバ邸は、家や住まいを単なる物理的空間としてではなく、挑戦や社会との接続、関係性の再構築の場として捉える思想に基づいて設計されている。リバ邸は、従来の賃貸住宅とは異なり、居住者同士のつながりや相互作用を重視したシェアハウス形態を特徴としている。拠点の運営は個人または法人によって行われ、各拠点ごとに独自のコンセプトと運営方針が存在する。名称に「リバ邸」を含まない加盟拠点もあり、形式は多様である。
2025年時点で、リバ邸は累計100拠点以上を開設しており、全国に約52拠点が稼働中である。その約半数は関東地方に集中している。また、アメリカ・コロラド、フィリピン・マニラ、中国・深圳、ベトナム・ハノイなど海外にも一時期拠点が存在した。

## 特徴
リバ邸は「1コンセプト1オーナー」の原則を掲げ、すべての拠点において運営者が独自にコンセプトを設定している。このため、各リバ邸には明確な個性とテーマが存在し、「すべてのリバ邸で空気がまったく違う」とされる。起業家志望者向けの「リバ邸スタートアップ渋谷」、ゲームをテーマにした「リバ邸ゲーミング船橋」、表現活動を支援する「リバ邸カオス」、夢の可視化を掲げる「リバ邸DREAM」など多様な事例がある。
また、「リバ邸ギークハウス沖縄」のように、ギークハウスとの共同運営による拠点も存在する。

## 沿革
2012年12月 - 第1号拠点「リバ邸六本木」が東京都港区に開設される。
2014年 - 全国各地にネットワークが拡大。NHK Eテレ「ハートネットTV」で2度紹介される。
2018年6月 - 法人化。
2020年 - CAMPFIREの公式パートナー企業として活動を開始。
2022年 - 宿泊事業（民泊・ゲストハウス等）をスタート。
2025年 - 家入一真・片倉廉による共著『居場所をつくる』が出版。

## 書籍
大堀悟『CAMPFIRE解体新書』（逆旅出版、2023年）ISBN 978-4991262005
家入一真・片倉廉『居場所をつくる：引きこもりでも、中卒でも。明日からはじめるコミュニティづくり。』（逆旅出版、2025年）ISBN 978-4991262081